# Міддлтаун Тауншип (округ Бакс, Пенсільванія)
Міддлтаун Тауншип (англ. Middletown Township) — селище (англ. township) в США, в окрузі Бакс штату Пенсільванія. Населення — 46 040 осіб (2020).

### Клімат
| Клімат : Міддлтаун Тауншип | Клімат : Міддлтаун Тауншип | Клімат : Міддлтаун Тауншип | Клімат : Міддлтаун Тауншип | Клімат : Міддлтаун Тауншип | Клімат : Міддлтаун Тауншип | Клімат : Міддлтаун Тауншип | Клімат : Міддлтаун Тауншип | Клімат : Міддлтаун Тауншип | Клімат : Міддлтаун Тауншип | Клімат : Міддлтаун Тауншип | Клімат : Міддлтаун Тауншип | Клімат : Міддлтаун Тауншип | Клімат : Міддлтаун Тауншип |
| Показник                   | Січ.                       | Лют.                       | Бер.                       | Квіт.                      | Трав.                      | Черв.                      | Лип.                       | Серп.                      | Вер.                       | Жовт.                      | Лист.                      | Груд.                      | Рік                        |
| Абсолютний максимум, °C    | 21,9                       | 25,4                       | 30,8                       | 34,7                       | 35,2                       | 35,9                       | 39,4                       | 38,1                       | 36,9                       | 31,4                       | 27,3                       | 24,4                       | 39,4                       |
| Середній максимум, °C      | 4,5                        | 6,3                        | 10,9                       | 17,5                       | 22,8                       | 27,9                       | 30,2                       | 29,3                       | 25,5                       | 19,2                       | 13,1                       | 6,9                        | 17,9                       |
| Середня температура, °C    | −0,1                       | 1,4                        | 5,5                        | 11,4                       | 16,7                       | 22,0                       | 24,5                       | 23,7                       | 19,7                       | 13,3                       | 7,9                        | 2,4                        | 12,4                       |
| Середній мінімум, °C       | −4,6                       | −3,6                       | 0,1                        | 5,4                        | 10,6                       | 16,1                       | 18,8                       | 18,1                       | 13,9                       | 7,3                        | 2,7                        | −2,1                       | 6,9                        |
| Абсолютний мінімум, °C     | −23,3                      | −19,1                      | −15,4                      | −7,7                       | 0,9                        | 5,7                        | 9,1                        | 6,2                        | 2,4                        | −3,7                       | −10,8                      | −17,7                      | −23,3                      |
| Норма опадів, мм           | 90                         | 70                         | 107                        | 100                        | 109                        | 109                        | 131                        | 110                        | 110                        | 96                         | 90                         | 102                        | 1225                       |
| Вологість повітря, %       | 65.6                       | 62.5                       | 58.0                       | 57.5                       | 61.9                       | 65.7                       | 66.4                       | 68.6                       | 69.8                       | 68.5                       | 67.4                       | 67.6                       | 65.0                       |
| -------------------------- | -------------------------- | -------------------------- | -------------------------- | -------------------------- | -------------------------- | -------------------------- | -------------------------- | -------------------------- | -------------------------- | -------------------------- | -------------------------- | -------------------------- | -------------------------- |
| Джерело: PRISM             |                            |                            |                            |                            |                            |                            |                            |                            |                            |                            |                            |                            |                            |

## Демографія
Згідно з переписом 2010 року, у селищі мешкало 45 436 осіб у 16 718 домогосподарствах у складі 12 277 родин. Було 17316 помешкань
Расовий склад населення:
| - 90,1 % — білих - 3,9 % — азіатів - 3,2 % — чорних або афроамериканців - 0,2 % — корінних американців |

До двох чи більше рас належало 1,6 %. Частка іспаномовних становила 3,1 % від усіх жителів.
За віковим діапазоном населення розподілялося таким чином: 21,5 % — особи молодші 18 років, 63,2 % — особи у віці 18—64 років, 15,3 % — особи у віці 65 років та старші. Медіана віку мешканця становила 42,6 року. На 100 осіб жіночої статі у селищі припадало 95,4 чоловіків;  на 100 жінок у віці від 18 років та старших — 91,9 чоловіків також старших 18 років.
Середній дохід на одне домашнє господарство  становив 97 799 доларів США (медіана — 81 429), а середній дохід на одну сім'ю — 111 654 долари (медіана — 95 236). Медіана доходів становила 62 033 долари для чоловіків та 46 663 долари для жінок. За межею бідності перебувало 5,2 % осіб, у тому числі 6,5 % дітей у віці до 18 років та 4,4 % осіб у віці 65 років та старших.
Цивільне працевлаштоване населення становило 23 789 осіб. Основні галузі зайнятості: освіта, охорона здоров'я та соціальна допомога — 25,2 %, роздрібна торгівля — 14,5 %, виробництво — 11,9 %, науковці, спеціалісти, менеджери — 10,4 %.